# 伊勒斯科爾
伊勒斯科爾（挪威語：Gildeskål）是挪威諾爾蘭郡的一個市镇，行政中心为因迪尔村。市镇面积为664.70平方公里，2023年人口数量为1,928人。